# Albugnano
Albugnano (piemontiul: Albugnan) település Olaszországban, Piemont régióban, Asti megyében. Lakosainak száma 496 fő (2023. január 1.). Albugnano Berzano di San Pietro, Castelnuovo Don Bosco, Moncucco Torinese, Pino d’Asti, Passerano Marmorito és Aramengo községekkel határos.

## Népesség
A település népessége az elmúlt években az alábbi módon változott:
| Lakosok száma | 514  | 508  | 496  |
|               | 2017 | 2018 | 2023 |